# Galileische Monde

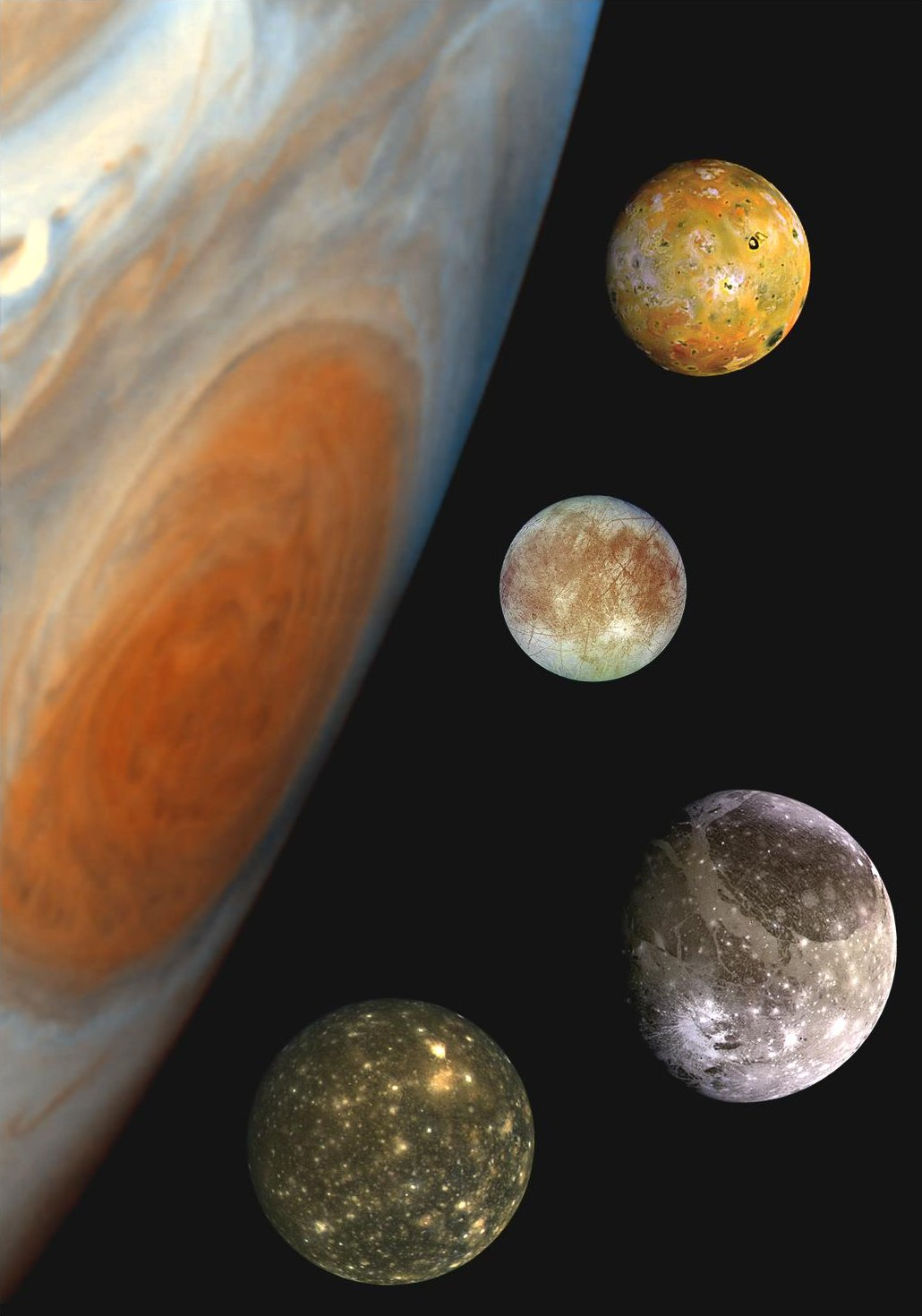
Jupiter mit seinen vier größten Monden (Fotomontage). Von oben nach unten: Io, Europa, Ganymed, Kallisto

Die Umlaufbahnen der Galileischen Monde um Jupiter

Die Galileischen Monde (auch Galileische Satelliten oder Galileische Trabanten) sind die vier größten Monde des Planeten Jupiter:
- Io
- Europa
- Ganymed
- Kallisto

Durch die Bezeichnung als Galileische Monde wird der italienische Astronom und Naturforscher Galileo Galilei geehrt, der sie 1610 als Erster beschrieb.

## Eigenschaften
Die Fotomontage, aus einzelnen Aufnahmen der Raumsonde Galileo zusammengesetzt, zeigt die Galileischen Monde im richtigen Größenverhältnis zueinander und zum Jupiter. Ihre Distanzen vom Riesenplaneten sind jedoch viel größer, sie liegen zwischen dem drei- und dem dreizehnfachen Jupiterdurchmesser.
Die Reihenfolge ihrer Entfernungen vom Jupiter ist: Io, Europa, Ganymed, Kallisto, wobei Io dem Planeten am nächsten und Kallisto am fernsten ist.
Die Galileischen Monde gehören zu den größten im Sonnensystem. Mit einem Durchmesser von 5262 km ist Ganymed sogar größer (wenn auch masseärmer) als der Planet Merkur. Die Oberflächen der Monde sind höchst unterschiedlich. Aufsehen erregte der Mond Io, als man beim Vorbeiflug der Sonde Voyager 1 aktive Vulkane auf ihm entdeckte (siehe Vulkanismus auf dem Jupitermond Io). Europa hat eine zerfurchte Oberfläche, unter der vielleicht ein Ozean liegt (siehe extraterrestrischer Ozean). Auf Ganymed gibt es deutliche Spuren von Tektonik, und Kallisto hat die zweithöchste Kraterdichte im bekannten Sonnensystem.
Die mittlere Dichte der Monde nimmt mit zunehmendem Abstand zum Jupiter ab (von 3,5 bis 1,9 g/cm³), das Material von Kallisto enthält aber schon mehr Eis als Gestein.
Alle anderen Jupitermonde – als fünfter wurde erst 1892 Amalthea mit etwa 150 km Durchmesser entdeckt – haben nicht annähernd die Größe der Galileischen Monde. Ihre gesamte Masse beträgt trotz 91 gezählter weiterer Satelliten kaum ein Promille der Masse von Europa, des kleinsten Galileischen Mondes.
| Objekt                                               | Io                        | Europa                    | Ganymed                   | Kallisto                   | Erdmond                    |
| Eigenschaften                                        | Io                        | Europa                    | Ganymed                   | Kallisto                   | (zum Vergleich)            |
| ---------------------------------------------------- | ------------------------- | ------------------------- | ------------------------- | -------------------------- | -------------------------- |
| Mittlerer Bahnradius (km)                            | 421.800                   | 671.100                   | 1.070.400                 | 1.882.700                  | 384.405                    |
| Umlaufzeit (Tage)                                    | 1,762732 (1d 18h 18m 20s) | 3,525463 (3d 12h 36m 40s) | 7,155588 (7d 03h 44m 03s) | 16,69044 (16d 16h 34m 14s) | 27,321661 (27d 7h 43m 11s) |
| Umlaufzeit-Verhältnis                                | 3 : 6 : 12 : 28           | 3 : 6 : 12 : 28           | 3 : 6 : 12 : 28           | 3 : 6 : 12 : 28            |                            |
| Durchmesser (km)                                     | 3643,2                    | 3121,6                    | 5262,4                    | 4820,6                     | 3476                       |
| Masse (1022 kg)                                      | 8,94                      | 4,88                      | 14,82                     | 10,76                      | 7,348                      |
| Dichte (g/cm³)                                       | 3,56                      | 3,01                      | 1,936                     | 1,851                      | 3,345                      |
| Mittlere Fallbeschleunigung an der Oberfläche (m/s²) | 1,80                      | 1,34                      | 1,42                      | 1,24                       | 1,62                       |
| Mittlere geometrische Albedo                         | 0,61                      | 0,64                      | 0,43                      | 0,20                       | 0,12                       |

## Erscheinungsbild
| Aufnahme der Begegnung von Jupiter und Erdmond am 10. April 2017 im Sternbild Jungfrau                                   |
| links oben: der Vollmond rechts unten: die Jupiterscheibe mit den 4 Galileischen Monden Io, Ganymed, Europa und Kallisto |

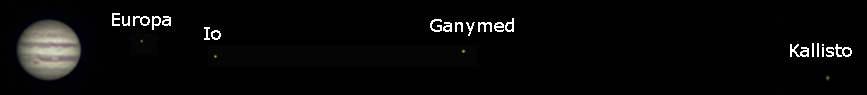
Jupiter mit seinen vier größten Monden im Fernrohr

Die Beobachtung der Galileischen Monde ist bei Amateurastronomen sehr beliebt. Sie sind bereits in einem guten Nachtfernglas, z. B. 7 × 50 mm, zu sehen, es empfiehlt sich aber, das Fernglas zum Beispiel mit einem Stativ zu stabilisieren. Sie sind dann als kleine Lichtpunkte neben Jupiter zu sehen und können mit Sternen verwechselt werden. Da die Monde innerhalb von Stunden ihre Position verändern, ist es möglich, sie regelmäßig zu beobachten und Bedeckungen durch Jupiter oder Durchgänge vor der Planetenscheibe zu betrachten. Durch ein gutes Teleskop mit einer Öffnung ab 20 cm sind die Monde als Scheibchen zu sehen, die sich alle in Farbe und Größe unterscheiden. Bei hoher Vergrößerung und gutem Seeing ist es möglich, grobe Strukturen zu erkennen.
Da die Monde groß genug sind und Jupiter genügend nah umlaufen, erzeugen sie Kernschatten-Finsternisse auf Jupiter. In einem Teleskop kann man dann kleine schwarze Flecken erkennen, die langsam über die Planetenscheibe wandern. Die Galileischen Monde können sich auch gegenseitig bedecken oder verfinstern. Die Beobachtung dieser Phänomene ist mit einem guten Teleskop möglich.

## Wissenschaftsgeschichte

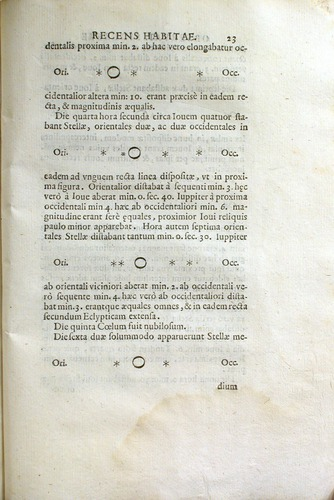
Abbildung in Sidereus Nuncius mit den Jupitermonden in wechselnden Positionen vom 3. bis 6. Februar 1610

Die Laplace-Resonanz von Io, Europa und Ganymed (Konjunktionen sind durch Farbwechsel hervorgehoben)

Galilei berichtete 1610 in seinem Sidereus Nuncius, er habe die vier Monde am 7. Januar desselben Jahres entdeckt, mit Hilfe eines von ihm selbst gefertigten Fernrohrs. Er nannte sie Sidera Medicea – die „Mediceischen Gestirne“. Ihre Namen im Einzelnen wurden von Simon Marius, einem Astronomen aus Gunzenhausen, (auf Anregung von Johannes Kepler) propagiert. Zusammen bezeichnete Marius sie seinen Markgrafen zu Ehren als Sidera Brandeburgica, als er in einer 1614 erschienenen Schrift behauptete, sie bereits seit 1609 beobachtet zu haben (Die Welt des Jupiter, 1609 mit dem flämischen Teleskop entdeckt – Einzelheiten und wissenschaftshistorische Diskussionen zum entstandenen Prioritätsstreit entnimmt man dem Abschnitt Entdeckung in Marius).
Galilei bestimmte für den Mond mit der größten Kreisbahn (d. h. Kallisto) eine Umlaufdauer von etwa einem halben Monat, während die Monde mit engeren Kreisen um Jupiter schneller sind. Heute gilt für Kallisto eine Umlaufdauer von 16,7 Tagen.
Mit der Entdeckung dieser Satelliten konnte zum ersten Mal beobachtet (und bewiesen) werden, dass es Himmelskörper gibt, die sich nicht unmittelbar um die Erde drehen. Da dies ein Widerspruch zum offiziellen geozentrischen Weltbild von Kirche und der aristotelisch geprägten Philosophie war, nach dem alle Himmelskörper um die Erde kreisten, wurden Galileis Forschungen von einflussreichen Kreisen bekämpft oder nicht anerkannt. Professoren in Florenz weigerten sich sogar, durch sein Teleskop zu sehen.
Galilei hatte als Erster vorgeschlagen, den Umlauf der vier Monde als weltweit beobachtbare Uhr zu verwenden. Mit Tabellen und Beobachtungen der Verfinsterungen der Monde sei es möglich, die Ortszeit und damit den Längengrad zu bestimmen. Doch 1676 wies Ole Rømer durch Vergleich von Tabelle und Beobachtung in Paris erstmals nach, dass die Lichtgeschwindigkeit endlich ist. Danach mussten die Tabellen um die Lichtlaufzeit korrigiert werden. Ein weiteres Problem wies Pehr Wilhelm Wargentin um 1740 an der Sternwarte Uppsala nach. Die Monde laufen nicht wie eine Uhr mit konstanter Geschwindigkeit um. Er vermutete, dass die gegenseitige Anziehung der Monde die Ursache dafür ist. Dies wurde 1766 von Lagrange und 1788 von Laplace durch Störungsrechnung bestätigt. Laplace wies außerdem nach, dass die drei Monde Io, Europa und Ganymed in einem stabilen Zeitverhältnis 1:2:4, der sogenannten Laplace- oder Bahnresonanz umlaufen. Er konnte damit auch erstmals die Massen der Monde berechnen. Heute wird die seltene gegenseitige Verfinsterung der Monde genau beobachtet, um damit die Bahnen von Erkundungssonden wie Galileo genauer berechnen zu können.
Der chinesische Astronom Gan De zeichnete 365 v. Chr. einen Begleiter des Jupiter auf, bei dem es sich um Ganymed gehandelt haben könnte, weil dieser Mond mit 4,6 mag so hell ist, dass er bei idealen Bedingungen wie z. B. Verdeckung des Jupiters durch den Horizont sichtbar sein kann.

## Deonyme
Der Asteroid (697) Galilea wurde um den 300-jährigen Jahrestag der Entdeckung der Monde entdeckt und benannt.